# 名鉄2000系電車
名鉄2000系電車（めいてつ2000けいでんしゃ）は、名古屋鉄道（名鉄）の特急形車両。車両愛称は「ミュースカイ」。
解説の便宜上、個別の編成を指す場合には編成の中部国際空港方向の先頭車の番号を取り2001F（Formation = 編成）のように表記する。

## 概要
空港線を介した中部国際空港（セントレア）へのアクセス特急への使用を目的に開発され、名古屋から中部国際空港を最速28分で結ぶ。最初の編成は2004年（平成16年）5月に落成、翌2005年（平成17年）1月29日の空港線開業に合わせて運用を開始した。製造は全車日本車輌製造が担当した。本系列と同時に、車体構造や設計を同一とした特急形標準車両として2200系が登場している。
車両には「ミュースカイ」の愛称がある。これは就役を前に車両名を一般公募した際、名古屋鉄道の略称である名鉄（Meitetsu）の頭文字「M」と名鉄特急の特別車の愛称「μ（ミュー）」と空港をイメージさせる空の意味である「sky」を組み合わせた「ミュースカイ」がふさわしいと判断し命名した。2008年12月からはこの車両を用いる専用の列車種別としても使われている。
2005年度のグッドデザイン賞、2006年度のローレル賞を受賞している。

## 車両概説

### 車体
車体長19.5m級軽量構造の鋼製の車体である。車体傾斜装置搭載のため車体幅は2,700mmと、やや狭く取られた。
1両当たり片側2つのドアを持ち、ドアは他社の特急車両に採用されている片開き扉ではなく、大きな荷物を持った旅客が利用しやすいようにとして幅を1,000mm、高さ1,900mmと広く取った両開き構造を採用した。2編成を連結した運用に備え、先頭車両中央部に貫通扉を設けて連結した際にも通り抜けが出来るように配慮されているが、普段はカバーが掛けられて凹凸も少なく車体と一体感を出すように工夫されており、中部国際空港の愛称であるCentrair（セントレア）のロゴが貼られている。カバー以外にも側面横など、車両の随所にCentrair（セントレア）のロゴが用いられている。
連結の際には運転席からのボタン操作一つでカバーが外れて幌が露出する「半自動幌装置」を採用した。動作指令は電気指令式で、動力源は圧縮空気である。開放の失念を防止するために幌連結中は自動解結装置の電源が断たれる回路構成となっている。前頭の灯具類は車体外殻に内蔵された形となっており、中心側から順に前部標識灯・標識灯・フォグランプのHID3連式でそのすぐ下に横長のLED後部標識灯を備える。
カラーリングは白色□を基調にアクセントに青色■を採用するなど、これまでの名鉄の車両からイメージを一変している。これは中部国際空港が伊勢湾の海上にあるため、空と海の爽快なイメージから連想する「青と白と水の透明感」をコンセプトとしたものとされている。
屋根上に搭載された冷房装置は集約分散式で、能力は従来の特別車と同じ15,000kcal/h×2だが、室外機カバーは標準的な蒲鉾形となった（型式：東芝 RPU-6026）。車体前面および側面の種別・行先表示器は従来の字幕式に代わり、三菱電機製のオーロラビジョン R-STAYが採用された。なお、2025年1月より種別・行先表示器のフルカラーLED式への交換が行われている。

### 内装
基本構造は先に登場した1600系に準ずる。出入り口と客室はデッキで仕切られているが、扉を大きな両開き構造とし荷物の出し入れや通勤・通学に配慮したものとなっている。客室内に入った通路両側には大型荷物置き場を設置されている。
客室内はライトグレーを基調とし、天井高さは2,240mmで1000系パノラマSuperよりも170mm高くされた。照明は落ち着いた間接照明の天井灯を主体に荷棚部分に青色の補助ライトを備える。このライトは、列車運行に合わせて天井中央のLEDスポットライトと共に発光し、中部国際空港駅などに接近すると空港の誘導灯のようにゆっくり点滅する仕組みである。さらに、座席下には注意を促すオレンジ色のLEDが設置されている。
座席は全車両・全ての座席が特別車仕様であり、背面に折りたたみテーブルを持つ2+2列の回転式リクライニングシートで生地の色は青緑色系となっている。シートピッチ（座席の前後間隔）は1000系と同じ1,000mmであるが、暖房用ヒーターの小型化などにより足元の空間が広く使えて居住性は向上している。側窓の天地寸法は805mm、窓框高さは735mmで名鉄特急の特徴、連続窓を採用、カーテンは車体傾斜を考慮して従来のプリーツカーテンを廃し、巻き上げロールカーテンのフリーストップ式とし、座席と同じコンセプトの模様にした。トイレは編成内の1両にバリアフリー対応仕様が備えられている。なお、座席には後年チケットホルダーが取り付けられた。
運転席にライブCCDカメラが設置されており、デッキとの仕切り扉上部に設置された22インチの液晶ディスプレイに表示されるようになっている。このディスプレイは客用案内表示も兼ねており、車両案内・車両の現在走行位置・中日新聞ニュースなども表示される。また、バリアフリー対策として一部に車椅子スペースを整備し、ドアチャイムの装備と、乗降扉の開閉時に注意喚起の自動放送が流れる様になっている。

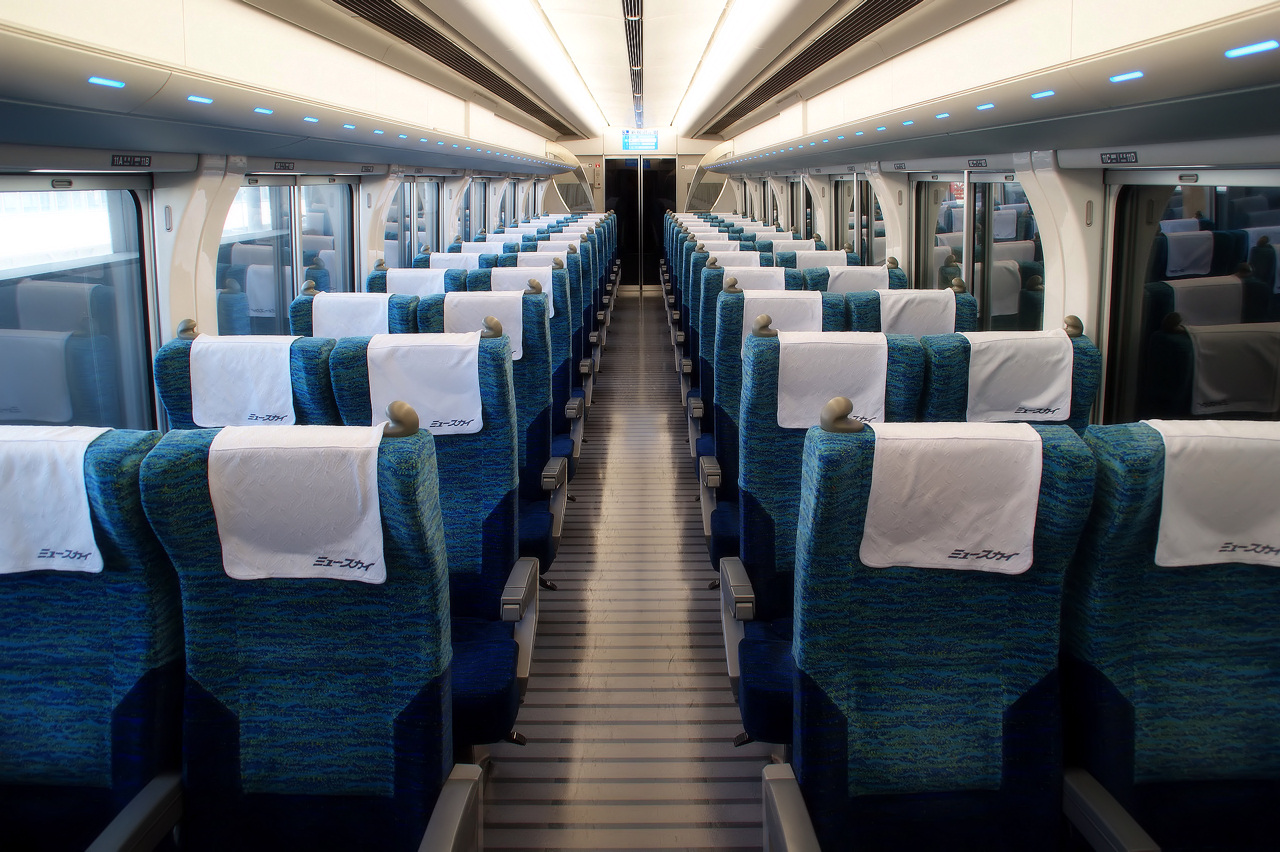
2000系車内
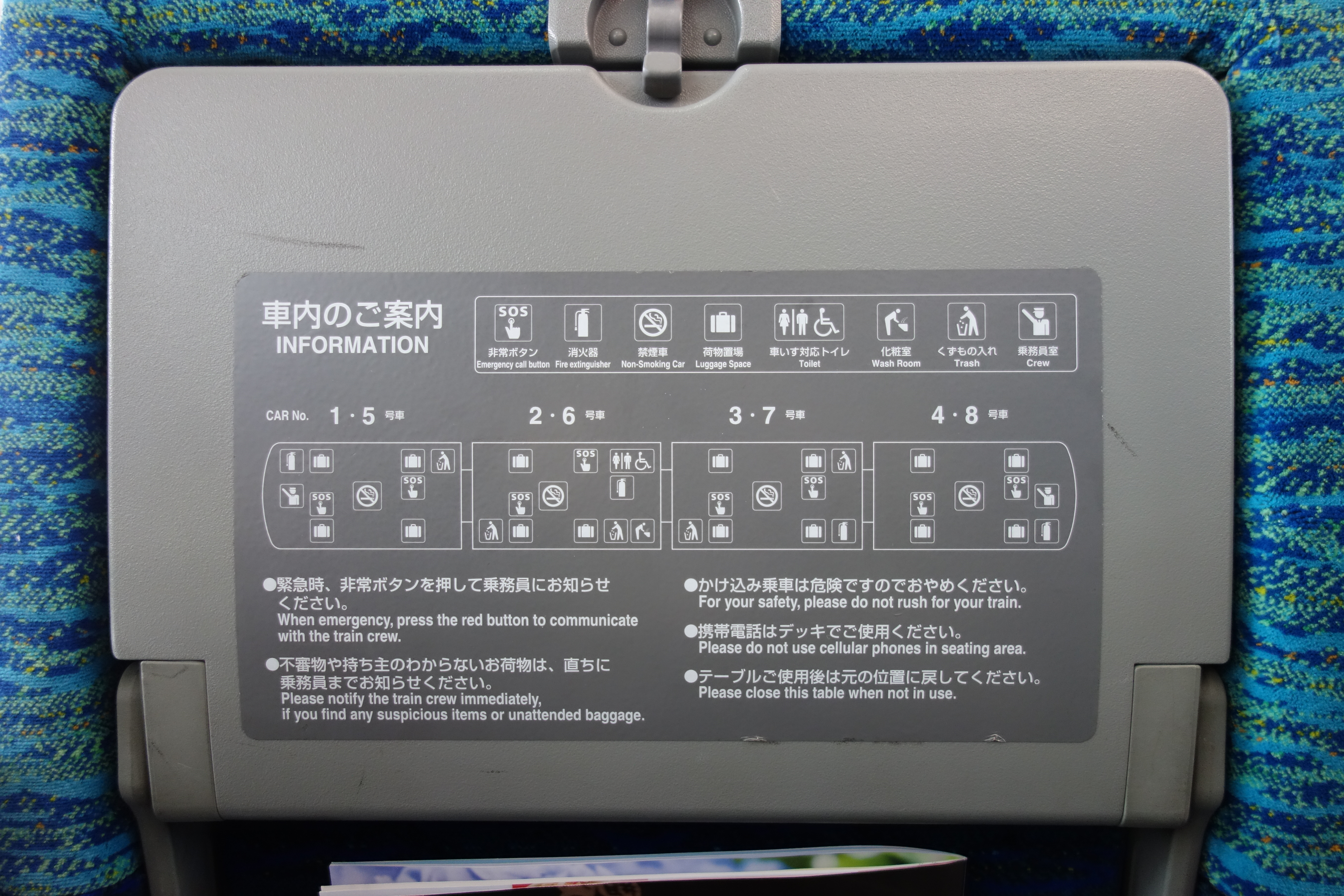
車内案内
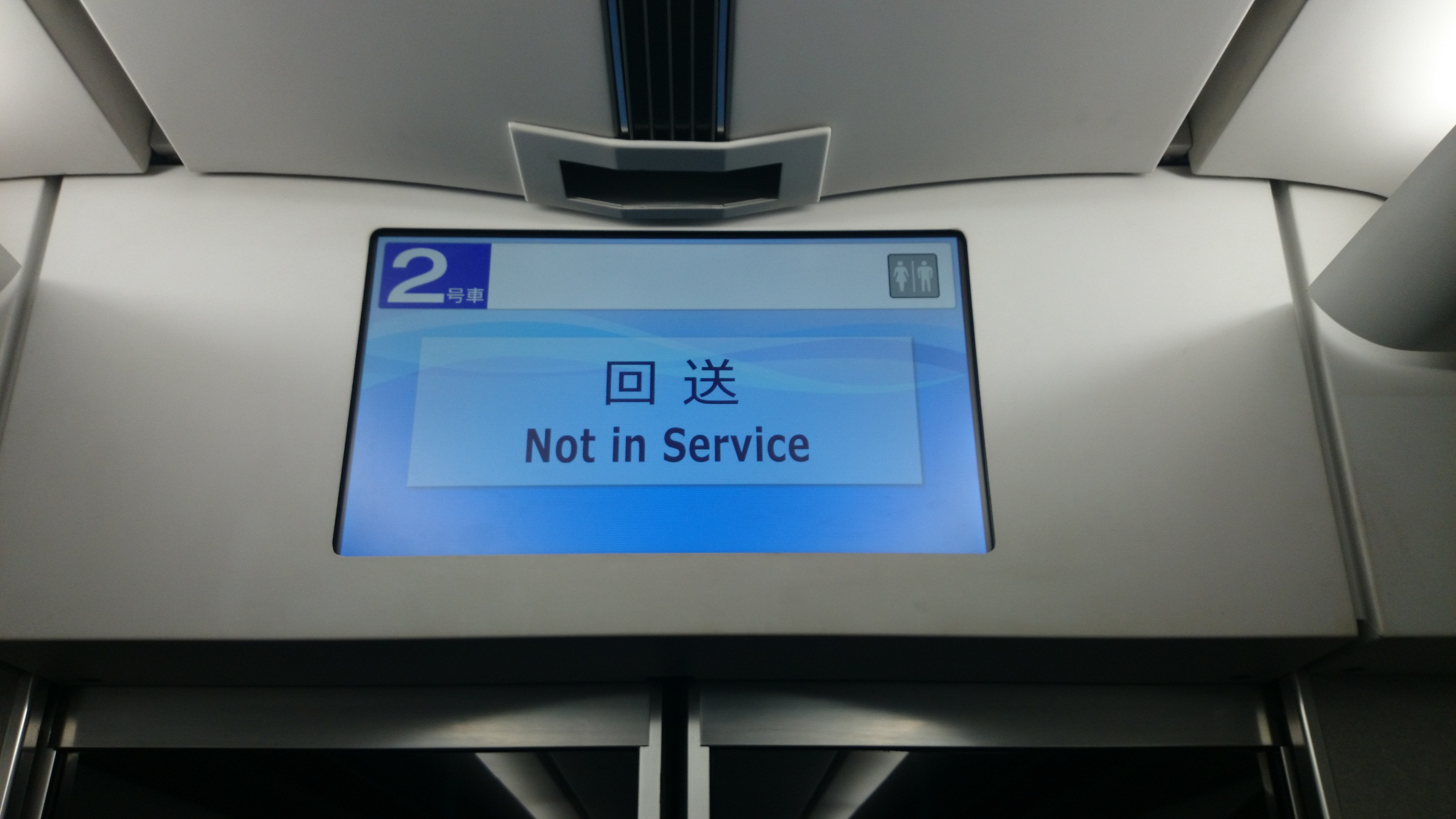
液晶ディスプレイ
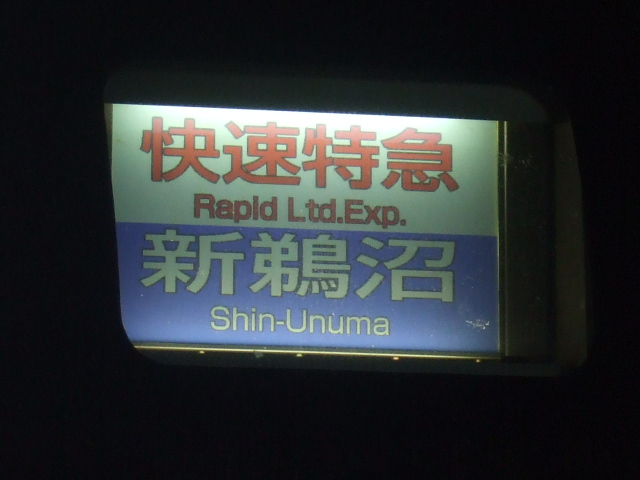
種別・行先表示器
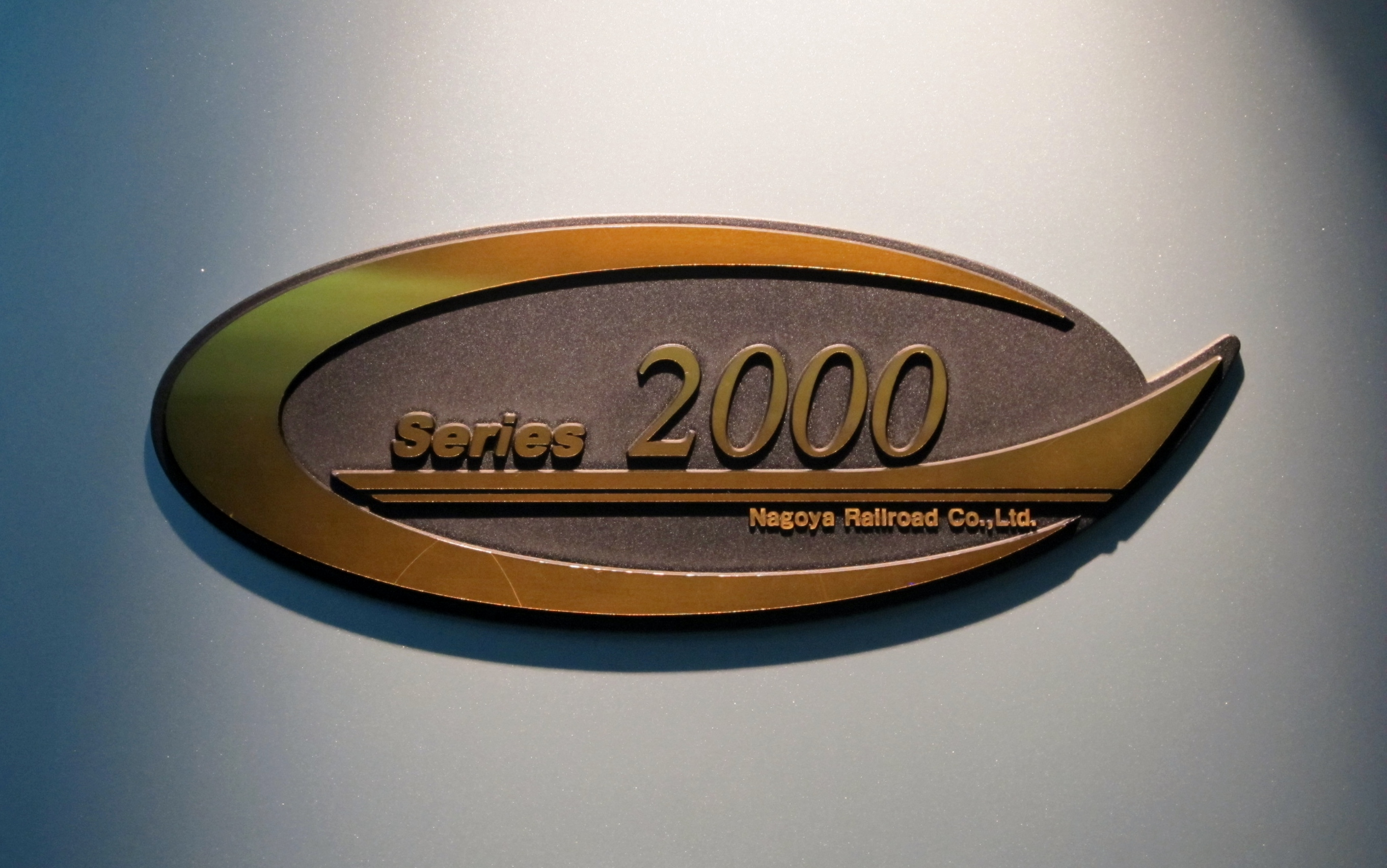
Series 2000の ゴールドエンブレム

## 主要機器

### 主電動機
主電動機の制御方式は、IGBT素子を用いたVVVFインバータを採用した 。主電動機出力は170kW/基となっている。動力車の数を減らしたために空転が多発した1600系の反省を活かし、動力車を3両編成中2両としたが、従来通りの1両4個モーター搭載では過剰性能となるため、1両に搭載する主電動機を3個とし、4軸のうち1軸はモーター非搭載の実質3/4M車としており、モーター非搭載の軸にモーターを追設し、新たに付随車（T車）を増結することで将来の4両編成化も見据えたものとしていた。後述のように、この増結は早くも2006年度中に行われたが、実際には新造車の4軸のうち2軸にモーターを装架した2/4M車が増結されている。したがって車軸数で見た場合のMT比は登場時より1:1で変わっていない。

### 台車
台車は住友金属工業製SUミンデン式台車でいずれもボルスタレス構造  ・踏面ブレーキ・ヨーダンパを採用しており、形式は電動車が車輪直径810 mmのSS164系、付随車が車輪直径860 mmのSS064系となる。名鉄の積年の課題だった曲線区間の高速走行のため、1601Fで試験を行った空気ばねを用いた「車体傾斜装置」を採用して車体を最大2度傾斜させ、曲線の多い常滑線において曲線通過速度を既存車に比べて5 - 15km/h向上させている。なお、SS164／SS064系は続いて登場した通勤車3150・3300系、特急車2200系でも採用されているが、車体傾斜制御装置は装備されていない。

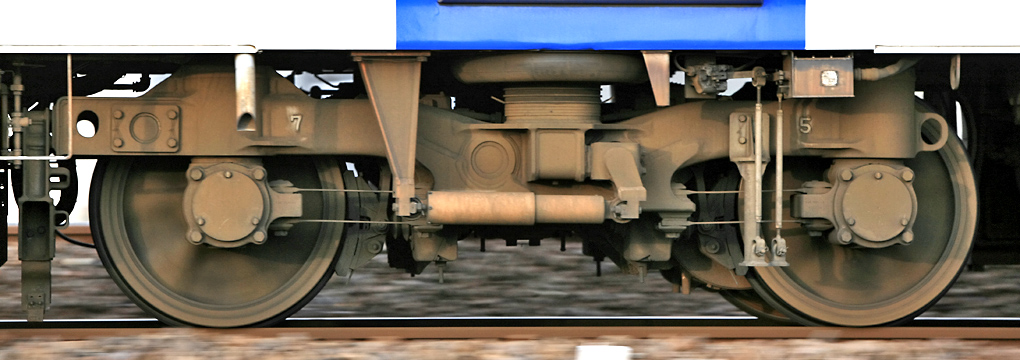
2000系 SS164型台車
（モ2103）

### 補助電源装置
補助電源装置は、当初3両分を負担する120kVAのSIVがモ2100のみに搭載され、さらに4両化時に増結されたモ2150にも同じものが搭載された。電動空気圧縮機はク2000にC-1500型、モ2150にはC-1000型が搭載され、1組成中に2種類混在する。

### ブレーキ
電気指令式ブレーキを採用し、同じシステムを持つ3000番台、9000番台通勤形電車との連結（総括制御）運転が可能である。本系列については車体傾斜装置が活かせなくなるため、定期列車の営業運転では実施しない(後述の臨時列車での運用実績はある)ことになっているが、試運転や回送時に連結が行われる。また、臨時団体列車などの、イベントの際にも連結が行われることがある。

### 保安装置
保安装置は名鉄独自のM式ATSに加え、ATS-Pが併設されている。これはM式ATSが地上子の配列によって制限パターンを発生し速度超過時には非常ブレーキを作動させる機構であり、一部の曲線においては通常の制限速度に合わせ地上子が設置されているため、本則を超えた速度での通過を許容しないためである。これを解決するためにATSの制限を変更しては他の車両の安全性（と乗り心地）に悪影響を及ぼすため、データ通信により車種判別のできるATS-Pを設置し本系列のみ制限を緩めている。ATS-P設置区間は常滑線、空港線のみであり他線区では車体傾斜機能は使用しない。

## 増結車

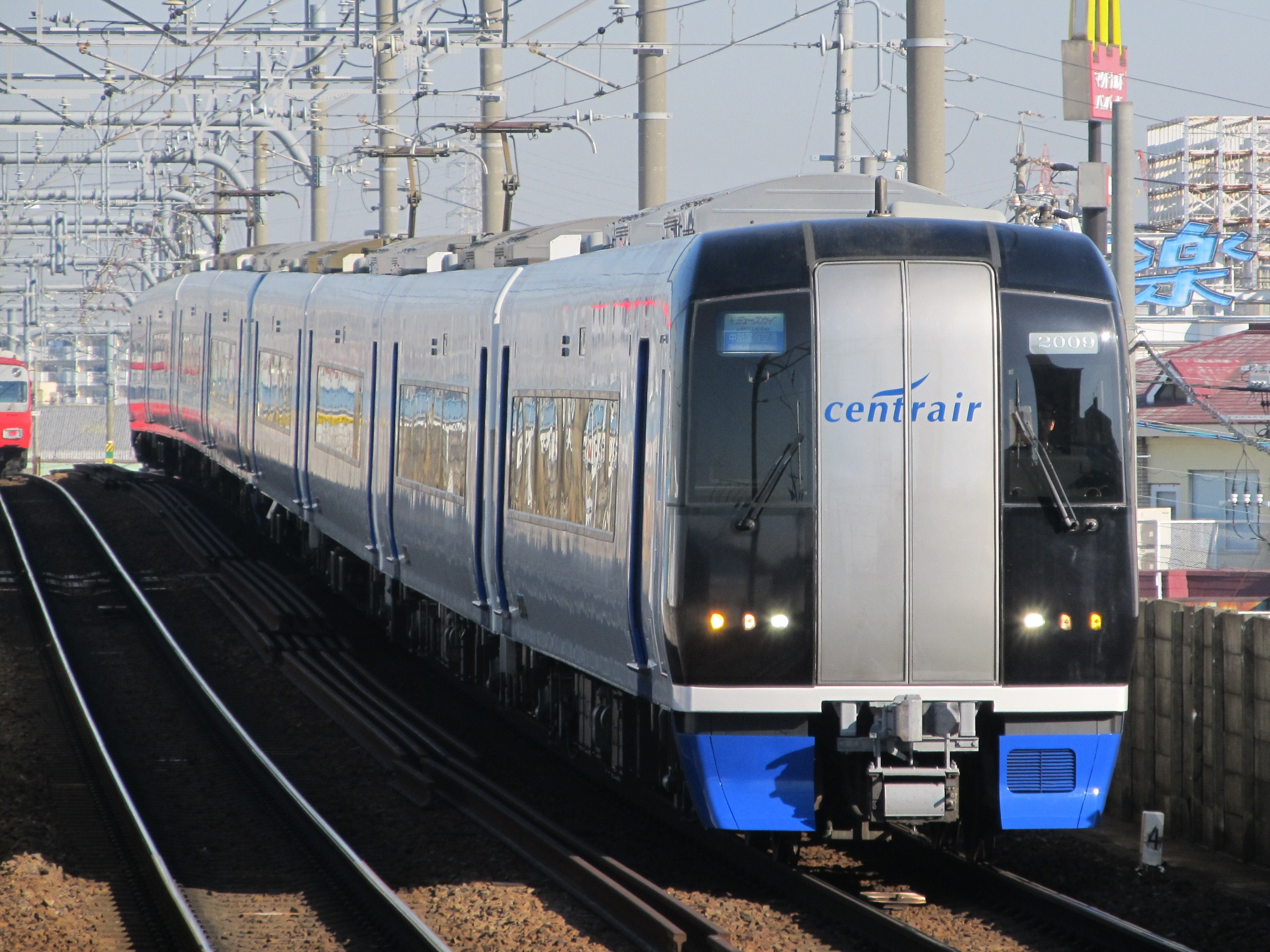
4両編成2本による8両編成での運転
（2015年3月27日 / 名和駅）

「ミュースカイ」は利用状況が予想以上によく満席となる列車が続出したことから、運用開始から1カ月余りの3月22日に早くもダイヤを一部改正し、3両編成を6両に増結するなどして対処させたが、それでも朝の空港行や夜の名古屋方面行などが軒並み満席の状態となり、増結のために検査などに充当する予備車がない状態が続いた。特に開港後初の大型連休となったゴールデンウィークは、2005年日本国際博覧会（愛・地球博）の開催と重なり大変な混雑が予想されたため、本系列はすべて2本連結の6両編成とするとともに他の車両についても空港アクセス用として運用するなどして対処した。
そのため、名鉄では同年5月23日に1・2次車全編成の中間車10両（3→4両）と3次車として4両編成2本（8両）の計18両の新製を翌2006年度に実施すると発表した。このうち3次車は2006年4月17日から運用を開始し、また現有編成の増結は同年7月上旬までに終了させた。4両化に伴い車椅子対応席以外の1人掛け席が荷物置き場になったほか、モ2050形のパンタグラフはモ2150形に移設されている。また3次車の窓配置は1・2次車でかつて1人掛けの席だった部分が新造時から荷物置き場になっているため一部が異なっている。1・2次車も3次車と同様に荷物置き場を増設し、その部分の窓はカーテンが常時下げられた状態となっている。

## 運用
2017年4月1日現在、4両編成12本48両が在籍している。
2021年現在の定期運用では以下の区間で専用種別「ミュースカイ」としてのみ運転されている。
- 常滑線・空港線：全線（神宮前駅 - 中部国際空港駅）
- 名古屋本線：神宮前駅 - 名鉄名古屋駅 - 名鉄岐阜駅
- 犬山線：全線（枇杷島分岐点 - 新鵜沼駅）
- 広見線：新可児駅 → 犬山駅

なお、臨時列車などでは上記区間以外に名古屋本線の伊奈駅まで、尾西線、蒲郡線、河和線、知多新線、築港線、西尾線、豊川線や各務原線経由で名鉄岐阜駅までの入線実績がある。
他系列車両との併結は原則的にはないが、2004年搬入時の試運転で3100系との併結試験を行っており、2021年5月のダイヤ改正までは、平日に限り名鉄岐阜 - 茶所検車支区間の回送列車で3100系や3150系、9100系との併結が見られた。現在は、平日朝に犬山検査場 - 新鵜沼間の回送列車で、3500系、3700系、3300系、9500系との併結が見られる。臨時の運用では2021年6月に9500系と併結して河和線に入線し一部特別車特急として運用され、同年12月には太田川駅高架化10周年記念イベントで「太田川高架化10周年記念号」として3100系と併結で臨時運転された
2020年5月以降はミュースカイの一部列車運休に伴い、団体臨時列車に使用される機会が増えている。2022年2月20日には初めてクラブツーリズム主催の団体貸切列車に使用された。
2020年5月2日以降、ミュースカイは一部運休となっていたが、2022年11月19日から運休していた全てのミュースカイが運転を再開したが、その間に2021年のダイヤ改正で名鉄岐阜行きと新鵜沼行きの大部分が廃止されたままで、その部分の運行再開は行われなかった。運転再開後も団体臨時列車への使用は少ないながら、引き続き行われている。

### ラッピング車両
- 「ポケモン」ラッピング

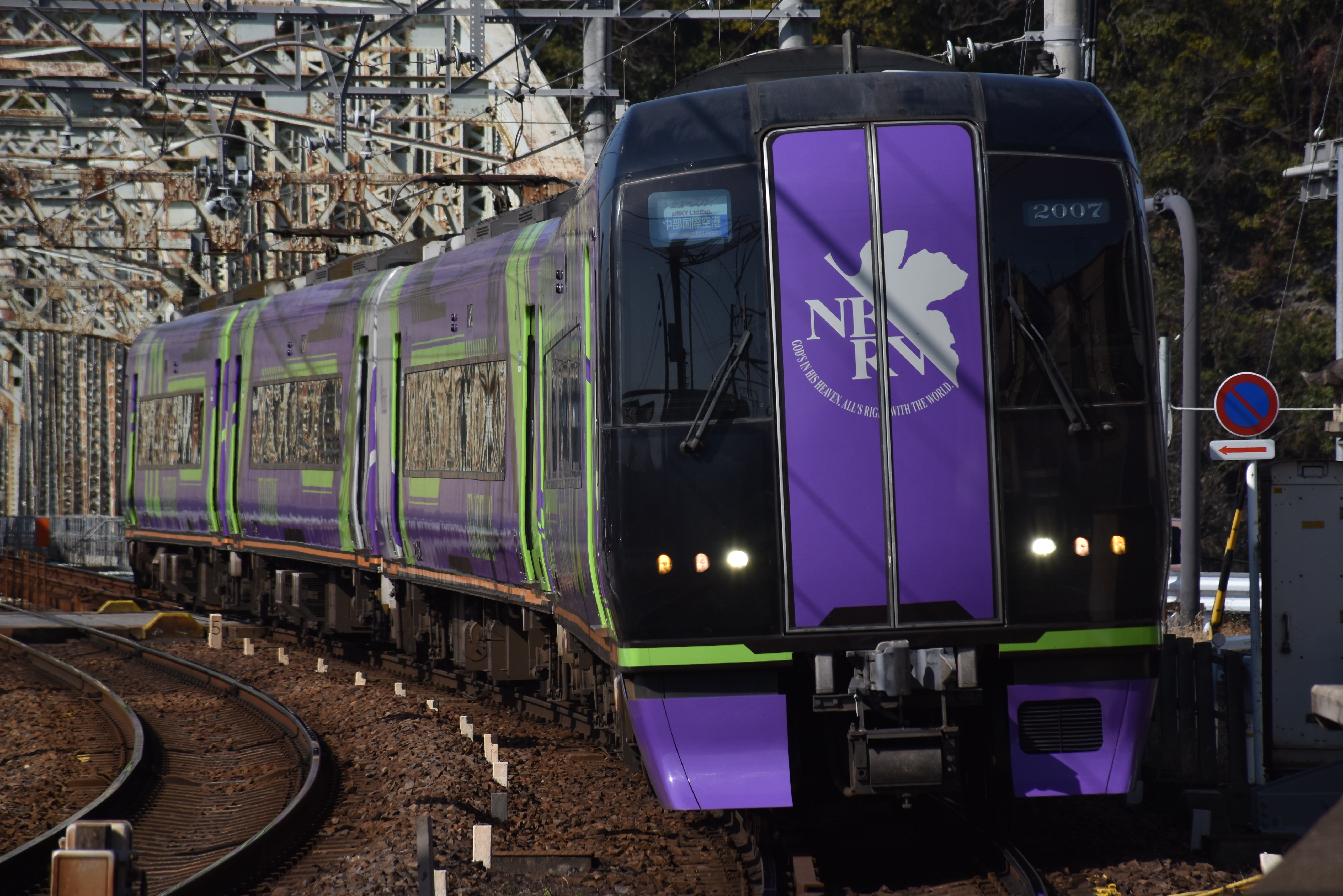
エヴァンゲリオンラッピングが施された2000系。

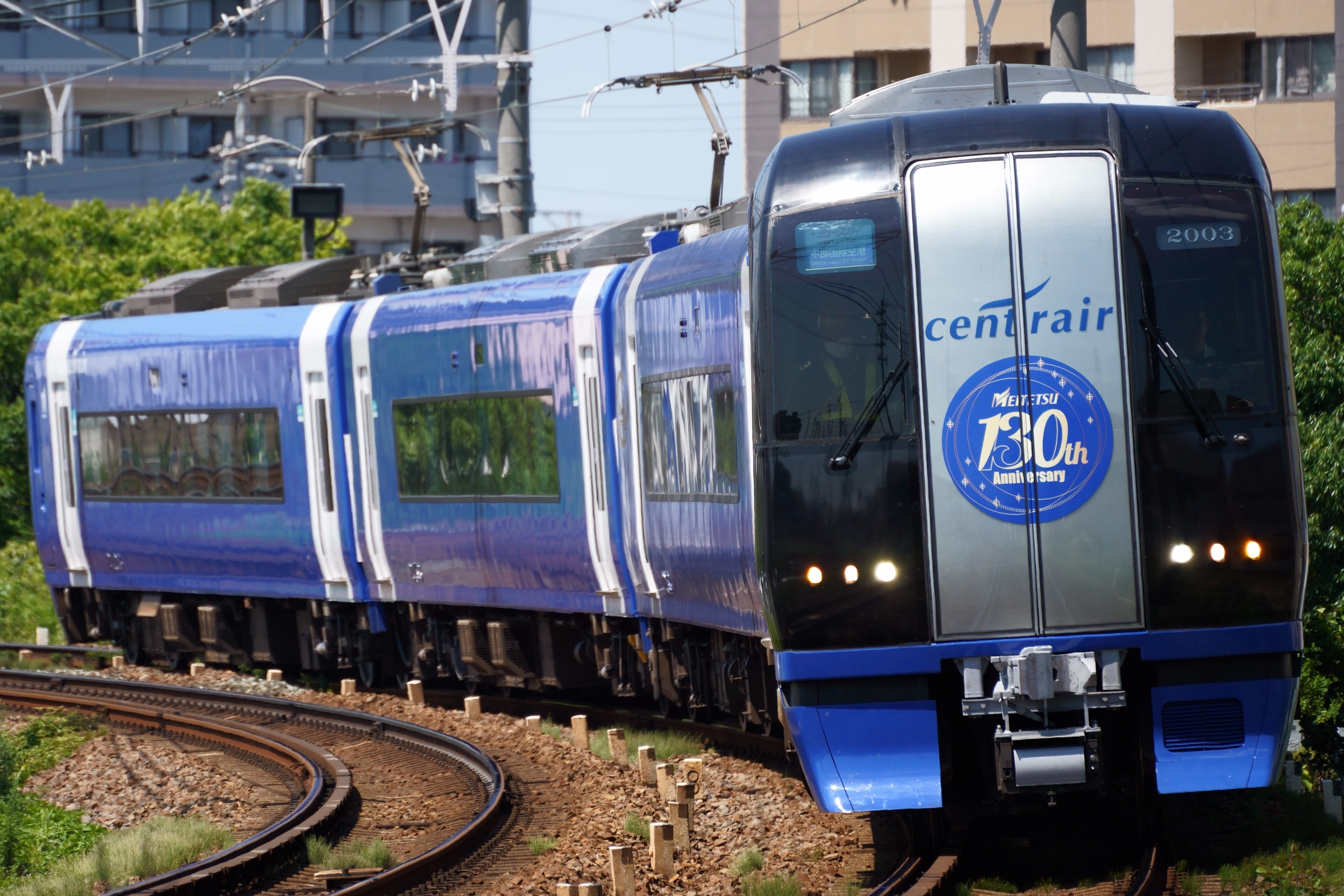
逆転塗装された「ブルーミュースカイ」

  - 名古屋鉄道はポケモンジェットで知られる航空会社の全日本空輸を傘下としているANAホールディングスと資本面で関係を持つことから、空港アクセス列車となる本系列は毎年春から夏にかけてポケットモンスターのラッピングが施されるのが定番となっている[19]。

- 「エヴァンゲリオン特別仕様ミュースカイ」
  - 「エヴァンゲリオン特別仕様ミュースカイ」これは1月10日（金）から3月29日（日）まで行なわれている，『エヴァンゲリオン中京圏プロジェクト〜名古屋・ささしまライブから世界に発信〜』にあわせて、2020年（令和2年）1月14日から2007Fに、エヴァンゲリオン初号機のカラーリングがラッピングされた[20]。

- 「ブルーミュースカイ」
  - 2024年（令和6年）に名鉄が創業130周年を迎えたことを記念して、2003Fの車体の青と白を逆に塗り替えた「ブルーミュースカイ」として同年6月29日に名古屋本線西枇杷島駅でお披露目イベントが開催され、各務原線などで団体列車臨時列車として運行され、同月30日から通常運行を開始した[21][22]。

- このほか、犬山線開業100周年や、空港線開業15周年などの際に、車両先頭ににステッカーが貼られていたことがある[23]。

## 編成表
凡例Tc …制御車、Mc …制御電動車、M …電動車
VVVF/SIV…車両制御装置、CP…電動空気圧縮機、PT…集電装置
●…動輪軸、○…従輪軸
| [ 24 ]   | ← 中部国際空港岐阜/新鵜沼 → | ← 中部国際空港岐阜/新鵜沼 → | ← 中部国際空港岐阜/新鵜沼 → |
| 形式     | ク2000                      | モ2050                      | モ2100                      |
| 区分     | Tc                          | M1                          | Mc                          |
| 搭載機器 | CP                          | CP,PT                       | VVVF/SIV,PT                 |
| 輪軸     | ○○ ○○                       | ●● ●○                       | ●● ●○                       |

| [ 25 ]   | ← 中部国際空港岐阜/新鵜沼 → | ← 中部国際空港岐阜/新鵜沼 → | ← 中部国際空港岐阜/新鵜沼 → | ← 中部国際空港岐阜/新鵜沼 → | 製造次数    | 製造次数 | 落成日     | 4両化改造日       |
| 形式     | ク2000                      | モ2050                      | モ2150                      | モ2100                      | モ2150 以外 | モ2150   | 落成日     | 4両化改造日       |
| 区分     | Tc                          | M                           | M1                          | Mc                          | モ2150 以外 | モ2150   | 落成日     | 4両化改造日       |
| 車両番号 | 2001                        | 2051                        | 2151                        | 2101                        | 1次車       | 3次車    | 2004/5/13  | 2006/4/28         |
| 車両番号 | 2002                        | 2052                        | 2152                        | 2102                        | 1次車       | 3次車    | 2004/5/13  | 2006/4/28         |
| 車両番号 | 2003                        | 2053                        | 2153                        | 2103                        | 2次車       | 3次車    | 2004/11/25 | 2006/5/22         |
| 車両番号 | 2004                        | 2054                        | 2154                        | 2104                        | 2次車       | 3次車    | 2004/12/2  | 2006/5/22         |
| 車両番号 | 2005                        | 2055                        | 2155                        | 2105                        | 2次車       | 3次車    | 2004/12/2  | 2006/6/6          |
| 車両番号 | 2006                        | 2056                        | 2156                        | 2106                        | 2次車       | 3次車    | 2004/12/9  | 2006/6/6          |
| 車両番号 | 2007                        | 2057                        | 2157                        | 2107                        | 2次車       | 3次車    | 2004/12/9  | 2006/6/21         |
| 車両番号 | 2008                        | 2058                        | 2158                        | 2108                        | 2次車       | 3次車    | 2004/12/17 | 2006/6/21         |
| 車両番号 | 2009                        | 2059                        | 2159                        | 2109                        | 2次車       | 3次車    | 2004/12/17 | 2006/7/3          |
| 車両番号 | 2010                        | 2060                        | 2160                        | 2110                        | 2次車       | 3次車    | 2004/12/22 | 2006/7/5          |
| 車両番号 | 2011                        | 2061                        | 2161                        | 2111                        | 3次車       | 3次車    | 2006/4/17  | （新造時より4両） |
| 車両番号 | 2012                        | 2062                        | 2162                        | 2112                        | 3次車       | 3次車    | 2006/4/17  | （新造時より4両） |
| 搭載機器 | CP                          | CP                          | CP,VVVF/SIV,PT              | VVVF/SIV,PT                 |             |          |            |                   |
| 輪軸     | ○○ ○○                       | ●● ●○                       | ●● ○○                       | ●● ●○                       |             |          |            |                   |

### Web資料
- “SS064／名古屋鉄道2000系”. 鉄道ホビダス (2008年4月25日). 2025年2月21日閲覧。
- “名古屋鉄道殿向け2000系”.   日本車輌製造. 2025年2月1日閲覧。
- “中部国際空港アクセス　空港アクセスのご案内”.   名古屋鉄道. 2025年2月1日閲覧。
- “セントレア開港前にデビュー、名鉄「ミュースカイ」 ポケモン・エヴァラッピングも”.   レイルラボ. 2025年2月1日閲覧。
- “2000系　全車特別車（ミュースカイ）”.   名古屋鉄道. 2025年2月1日閲覧。
- “名鉄で3500系と2000系を併結した団臨運転”. railf.jp.   交友社 (2023年6月26日). 2025年2月21日閲覧。
- “〜 パノラマカーにまた逢える 〜 8月28日（土）に「パノラマカー再見ツアーｉｎ舞木検査場」を実施します”.   名古屋鉄道 (2010年8月12日). 2025年3月8日閲覧。
- “(cache)「ミュースカイで行く錦秋の蒲郡線」”.   名古屋鉄道 (2009年10月8日). 2025年3月8日閲覧。
- “築港線開業100周年記念！ダイヤモンドクロッシングを疾走！名鉄「ミュースカイ」貸切列車の旅”.   名鉄観光. 2025年2月13日閲覧。
- “河和線開業90周年を記念した特別編成運行などの企画を実施します”.   名古屋鉄道. 2021年5月26日閲覧。
- “「太田川高架化10周年記念イベント」の開催”.   名古屋鉄道. 2022年1月1日閲覧。
- 『11 月 19 日（土）より、全てのミュースカイの運転を再開します～2 年半ぶりに全便運行～』（PDF）（プレスリリース）名古屋鉄道、2022年10月19日。オリジナルの2022年10月19日時点におけるアーカイブ。2022年10月19日閲覧。
- “名鉄でポケモンラッピングトレイン「聖剣士号」運転”.   交友社 (2012年3月5日). 2025年2月22日閲覧。
- “名鉄で「エヴァンゲリオン特別仕様ミュースカイ」運転”.   交友社 (2020年1月20日). 2025年2月22日閲覧。
- 「「ブルーミュースカイ」による団臨運転」『鉄道ファン』2024年6月30日。オリジナルの2024年7月9日時点におけるアーカイブ。2024年7月9日閲覧。
- 「白と青の配色反転「ブルーミュースカイ」お披露目　名鉄創業130周年、30日から通常運行」『中日新聞』2024年6月29日。オリジナルの2024年7月9日時点におけるアーカイブ。2024年7月9日閲覧。
- “「ミュースカイ」に犬山線開通100周年記念ヘッドマーク”.   交友社 (2012年8月7日). 2025年2月22日閲覧。
- “名鉄「ミュースカイ」に空港線開業15周年ステッカー”.   交友社 (2020年2月3日). 2025年2月22日閲覧。